# NI Railways
Northern Ireland Railways Company Ltd. – brytyjski przewoźnik kolejowy działający na terenie Irlandii Północnej pod marką NI Railways (Northern Ireland Railways, NIR, przez krótki okres czasu znane jako Ulster Transport Railways, UTR). Przedsiębiorstwo powstało w 1968 roku i jest własnością państwowej spółki Northern Ireland Transport Holding Company (NITHCo). Jest to jedno z dwóch przedsiębiorstw kolejowych w Wielkiej Brytanii, obok East Coast, które należą do państwa.

## Obsługiwane połączenia

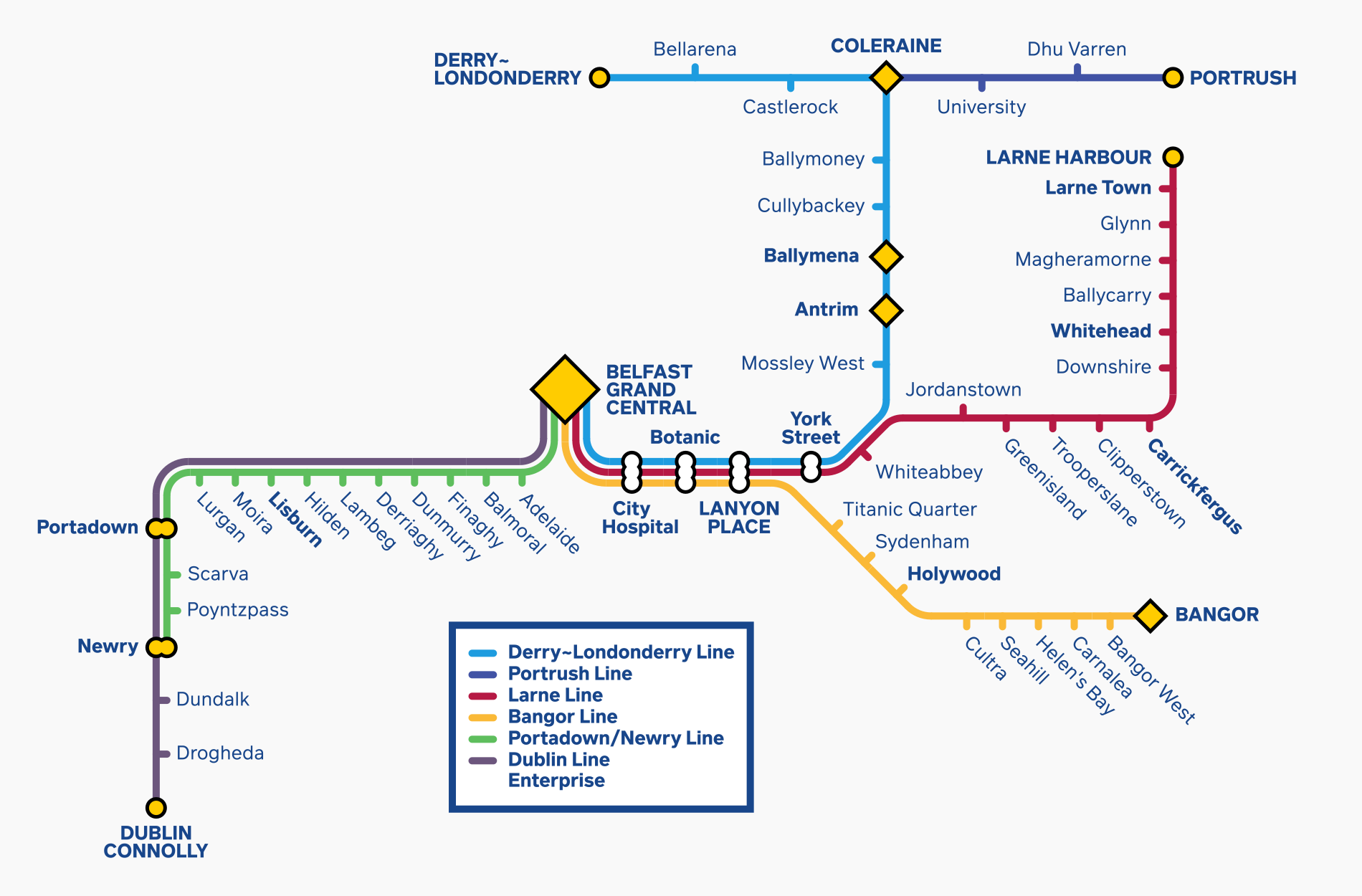
Mapa linii i stacji kolejowych NI Railways

NI Railways jest jedynym przewoźnikiem kolejowym świadczącym usługi pasażerskie na terenie Irlandii Północnej, obsługując pięć linii kolejowych:
- Belfast Great Victoria Street – Lisburn – Portadown – Newry
- Belfast Great Victoria Street – Belfast City Hospital – Belfast Botanic – Belfast Lanyon Place – Holywood – Bangor
- Belfast Great Victoria Street – Belfast City Hospital – Belfast Botanic – Belfast Central – Carrickfergus – Larne Town – Larne Harbour
- Belfast Great Victoria Street – Belfast City Hospital – Belfast Botanic – Belfast Central – Antrim – Ballymena – Coleraine – Londonderry
- Coleraine – Portrush

Dodatkowo, wraz z irlandzkim przewoźnikiem Iarnród Éireann, przedsiębiorstwo jest właścicielem spółki Enterprise, która obsługuje międzynarodowe połączenie z Belfastu (Belfast Lanyon Place) do Dublina (Dublin Connolly).